# Stora Knattorpsmossen
Stora Knattorpsmossen är ett naturreservat i Örebro och Lindesbergs kommuner i Örebro län.
Området är naturskyddat sedan 2017 och är 196 hektar stort. Reservatet omfattar den större västra delen av myren med detta namn, för östra delen finns reservatet Knattorpsmossen. Reservatet består förutom av myrmark av barr- och lövskog och sumpskogar samt strandparti till sjön Besslingen.